# Аридний рельєф

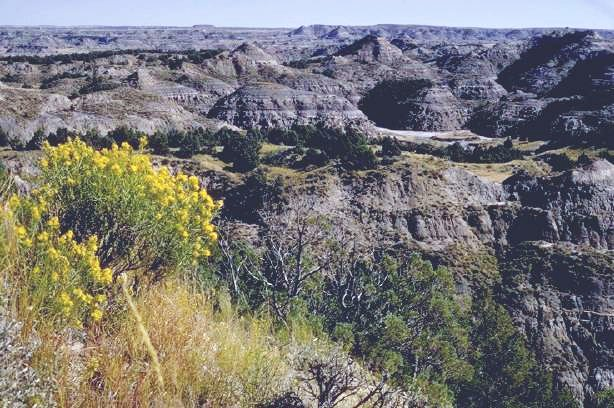
Бедленди у Парку ім. Теодора Рузвельта в США.

Аридний рельєф (рос. аридный рельеф, англ. arid landforms; нім. aride Reliefsformen, від англ.arid — сухий) — сукупність форм рельєфу, які виникають у пустелях, напівпустелях та сухих степах під впливом пустельного вивітрювання, еолової діяльності, площинного змиву, ерозії і т. д. Приклади аридного рельєфу — педимент, бедленд, бархани, солончаки, такирні рівнини.